# 연대채무
연대채무(連帶債務), 또는 줄보증은 수인의 채무자가 각각 독립하여 채무 전부를 변제할 의무를 가지며 그 가운데, 채무자 1인이 채무의 이행을 하면 다른 채무자의 채무도 소멸하는 다수당사자의 채무를 말한다.
연대채무는 채무자의 수 만큼의 다수의 독립한 채무이다. 따라서 연대채무자의 한 사람에 대한 법률행위의 무효 또는 취소의 원인은 다른 채무자의 채무에 영향을 미치지 않는다. 각 채무자의 채무가 각각 조건, 기한, 이행기나 이행지를 달리 할 수도 있다. 채권자는 연대채무자 가운데 어느 한 사람에 대해 채무의 전부 또는 일부의 이행을 청구할 수 있으며 모든 채무자에 대하여도 동시나 순차로 채무의 이행을 청구할 수 있다.
연대채무자 1인에 대해서 생긴 사유 가운데 변제, 대물변제, 공탁, 상계, 채권자 지체, 이행의 청구, 경개, 면제, 혼동, 시효의 완성 및 계약의 해지·해제는 절대적 효력을 갖기 때문에 모든 채무자를 위하여 효력이 생긴다.
반면에 시효의 중단, 정지, 채무자의 과실과 채무 불이행, 확정판결 등과 같은 사유는 상대적 효력만을 가져 다른 채무자에게 영향을 미치지 않는다.
연대 채무자 사이의 부담부분은 당사자 사이의 특약으로 결정한다. 그러나 그러한 특약이 없는 경우에 민법은 부담부분이 균등한 것으로 추정하고 있다. 어느 연대채무자가 변제 기타 자기의 출재로 공동면책이 된 경우에는 다른 연대채무자의 부담부분에 대해 구상권을 행사할 수 있다(민법 제413조·제414조·제425조).

## 연대채무자 1인에 대하여 생긴 사유의 효력

### 상대적 효력사유
연대채무자 1인과 채권자 사이에 생긴 사유의 효력이 다른 연대채무자에게 영향을 주지 않는 경우로서, 절대적 효력사유가 아닌 사유는 상대적 효력만을 갖는다(제423조). 이행청구 이외의 시효중단사유(예컨대, 압류, 가압류, 가처분, 승인: 제168조 2호 3호)，채권양도에 있어서의 대항요건，제3자의 변제，확정판결 등의 사유가 이에 해당한다. 또한 연대채 무자의 과실 및 채무불이행책임도 다른 연대채무자에게는 효력을 미치지 않는다. 자기책임의 원칙에 입각한 결론이다. 그러나 이행청구에 따른 지체책임은 절대적 효력을 갖는다. 연대채무자 1인에 대한 무효, 취소 사유도 다른 연대채무자에게 상대적인 효력을 갖는다.

## 기타 판례
- 민법 제426조가 연대채무에 있어서의 변제에 관하여 채무자 상호간에 통지의무를 인정하고 있는 취지는, 연대채무에 있어서는 채무자들 상호간에 공동목적을 위한 주관적인 연관관계가 있고 이와 같은 주관적인 연관관계의 발생 근거가 된 대내적 관계에 터잡아 채무자 상호간에 출연분담에 관한 관련관계가 있게 되므로, 구상관계에 있어서도 상호 밀접한 주관적인 관련관계를 인정하고 변제에 관하여 상호 통지의무를 인정함으로써 과실 없는 변제자를 보다 보호하려는 데 있으므로, 이와 같이 출연분담에 관한 주관적인 밀접한 연관관계가 없고 단지 채권만족이라는 목적만을 공통으로 하고 있는 부진정 연대채무에 있어서는 그 변제에 관하여 채무자 상호간에 통지의무 관계를 인정할 수 없고, 변제로 인한 공동면책이 있는 경우에 있어서는 채무자 상호간에 어떤 대내적인 특별관계에서 또는 형평의 관점에서 손해를 분담하는 관계가 있게 되는데 불과하다고 할 것이므로, 부진정 연대채무에 해당하는 공동불법행위로 인한 손해배상채무에 있어서도 채무자 상호간에 구상요건으로서의 통지에 관한 민법의 위 규정을 유추 적용할 수는 없다.[2]

## 같이 보기
- 부진정연대채무